# قلعة سة كوهة
قلعة سة كوهة (بالفارسية: قلعه سه کوهه) هي قلعة تاريخية تعود إلى عصر القاجاريون، وتقع في مقاطعة زابل.